# Alison Cerutti
Alison Conte Cerutti (Cachoeiro de Itapemirim, 7 de dezembro de 1985) é um jogador de vôlei de praia brasileiro.
Em março de 2011, venceu pela primeira vez em sua carreira o Rei da Praia. Em junho do mesmo ano, tornou-se campeão mundial de vôlei de praia ao lado do parceiro Emanuel Rego, em Roma, derrotando os também brasileiros Márcio Araújo e Ricardo Santos. Em agosto de 2011, tornou-se campeão antecipado do circuito mundial de vôlei de praia ao lado do parceiro Emanuel, na Finlândia. No ano posterior, vence novamente o Rei da Praia, conquistando o bicampeonato. Atual campeão olímpico ao lado de Bruno Schmidt, tendo conquistado a medalha de ouro nos Jogos Olímpicos de 2016.

## Títulos
| Pos. | Ano  | Campeonato                     | Local                           | Parceiro        |
| ---- | ---- | ------------------------------ | ------------------------------- | --------------- |
| 1º   | 2019 | Espinho Open                   | Espinho, Portugal               | Álvaro Filho    |
| 1º   | 2019 | Kuala Lumpur Open              | Kuala Lumpur, Malásia,          | Álvaro Filho    |
| 1º   | 2019 | Open de João Pessoa            | Paraíba, Brasil,                | Oscar           |
| 2°   | 2018 | Grand Slam Moscow              | Moscou, Rússia                  | André Stein     |
| 3°   | 2018 | Xiamen Grand Slam              | Xiamen, China                   | Bruno Schmidt   |
| 1º   | 2018 | Open de Fortaleza              | Ceará, Brasil                   | Bruno Schmidt   |
| 3°   | 2017 | Porec Grand Slam               | Porec, Croácia                  | Bruno Schmidt   |
| 1°   | 2017 | Rio de Janeiro Open            | Rio de Janeiro, Brasil          | Bruno Schmidt   |
| 1º   | 2017 | SuperPraia                     | Rio de Janeiro, Brasil          | Bruno Schmidt   |
| 2º   | 2017 | Open de Vitória                | Espírito Santo, Brasil          | Bruno Schmidt   |
| 3º   | 2017 | Open de Aracaju                | Sergipe, Brasil                 | Bruno Schmidt   |
| 1º   | 2016 | Open de São José               | Santa Catarina, Brasil          | Bruno Schmidt   |
| 1º   | 2016 | Open de Uberlândia             | Minas Gerais, Brasil            | Bruno Schmidt   |
| 1º   | 2016 | World Tour Finals              | Toronto, Canadá                 | Bruno Schmidt   |
| 1º   | 2016 | Jogos Olímpicos                | Rio de Janeiro, Brasil          | Bruno Schmidt   |
| 1º   | 2016 | Porec Grand Slam               | Porec, Croácia                  | Bruno Schmidt   |
| 2º   | 2016 | Olsztyn Grand Slam             | Olsztyn, Polônia                | Bruno Schmidt   |
| 2°   | 2016 | Moscou Grand Slam              | Moscou, Rússia                  | Bruno Schmidt   |
| 1º   | 2016 | SuperPraia                     | Paraíba, Brasil                 | Bruno Schmidt   |
| 1°   | 2016 | Open de Fortaleza              | Ceará, Brasil                   | Bruno Schmidt   |
| 1°   | 2016 | Circuito Brasileiro            | Vários                          | Bruno Schmidt   |
| 1º   | 2016 | Open de Vitória                | Espírito Santo, Brasil          | Bruno Schmidt   |
| 1°   | 2016 | Open de Natal                  | Rio Grande do Norte, Brasil     | Bruno Schmidt   |
| 3º   | 2016 | Open de Niterói                | Rio de Janeiro, Brasil          | Bruno Schmidt   |
| 1º   | 2015 | Open de Curitiba               | Paraná, Brasil                  | Bruno Schmidt   |
| 3°   | 2015 | Open de Bauru                  | São Paulo, Brasil               | Bruno Schmidt   |
| 1°   | 2015 | Circuito Mundial               | Vários                          | Bruno Schmidt   |
| 1º   | 2015 | World Tour Finals              | Fort Lauderdale, Estados Unidos | Bruno Schmidt   |
| 1°   | 2015 | Olsztyn Grand Slam             | Olsztyn, Polônia                | Bruno Schmidt   |
| 1°   | 2015 | Long Beach Grand Slam          | Long Beach, Estados Unidos      | Bruno Schmidt   |
| 1°   | 2015 | Yokohama Grand Slam            | Yokohama, Japão                 | Bruno Schmidt   |
| 1º   | 2015 | 1 to 1 Energy Grand Slam       | Gstaad, Suíça                   | Bruno Schmidt   |
| 1º   | 2015 | Campeonato Mundial             | Haia, Países Baixos             | Bruno Schmidt   |
| 3º   | 2015 | Open de Campinas               | Campinas, São Paulo             | Bruno Schmidt   |
| 1°   | 2014 | Open de Niterói                | Rio de Janeiro, Brasil          | Bruno Schmidt   |
| 1°   | 2014 | Klagenfurt Grand Slam          | Klagenfurt, Áustria             | Bruno Schmidt   |
| 2°   | 2014 | 1 to 1 Energy Grand Slam       | Gstaad, Suíça                   | Bruno Schmidt   |
| 3°   | 2014 | Berlim Grand Slam              | Berlim, Alemanha                | Bruno Schmidt   |
| 2°   | 2014 | Open de Fuzhou                 | Fuzhou, China                   | Bruno Schmidt   |
| 1°   | 2014 | Jogos Sul-Americanos           | Santiago, Chile                 | Bruno Schmidt   |
| 2°   | 2014 | Open de João Pessoa            | Paraíba, Brasil                 | Bruno Schmidt   |
| 2°   | 2014 | Open de Natal                  | Rio Grande do Norte, Brasil     | Bruno Schmidt   |
| 1º   | 2013 | Open de São José               | Santa Catarina, Brasil          | Emanuel         |
| 1º   | 2013 | Open de Guarujá                | São Paulo, Brasil               | Emanuel         |
| 1º   | 2013 | Copa do Mundo                  | Campinas, Brasil                | Emanuel         |
| 1°   | 2013 | Xiamen Grand Slam              | Xiamen, China                   | Vitor Felipe    |
| 2º   | 2012 | Jogos Olímpicos                | Londres, Inglaterra             | Emanuel         |
| 1°   | 2012 | Smart Grand Slam Berlin        | Berlim, Alemanha                | Emanuel         |
| 2°   | 2012 | 1 to 1 Energy Grand Slam       | Gstaad, Suíça                   | Emanuel         |
| 2º   | 2012 | Rome Grand Slam                | Roma, Itália                    | Emanuel         |
| 1º   | 2012 | Moscow Grand Slam              | Moscou, Rússia                  | Emanuel         |
| 2º   | 2012 | Patria Direct Prague Open      | Praga, República Checa          | Emanuel         |
| 3°   | 2012 | Beijing Grand Slam             | Beijing, China                  | Emanuel         |
| 1°   | 2011 | Circuito Mundial               | Vários                          | Emanuel         |
| 3°   | 2011 | PAF Open                       | Åland, Finlândia                | Emanuel         |
| 3°   | 2011 | Mazury Orlen Grand Slam        | Stare Jabłonki, Polônia         | Emanuel         |
| 1°   | 2011 | Grand Slam Moscow              | Moscou, Rússia                  | Emanuel         |
| 1°   | 2011 | 1 to 1 Energy Grand Slam       | Gstaad, Suíça                   | Emanuel         |
| 1°   | 2011 | Campeonato Mundial             | Roma, Itália                    | Emanuel         |
| 1°   | 2011 | Beijing Grand Slam             | Beijing, China                  | Emanuel         |
| 1°   | 2011 | Prague Open                    | Praga, República Checa          | Emanuel         |
| 2°   | 2011 | Brasília Open                  | Brasília, Brasil                | Emanuel         |
| 1°   | 2011 | Jogos Pan-Americanos           | Guadalajara, México             | Emanuel         |
| 1°   | 2011 | Circuito Brasileiro            | Vários                          | Emanuel         |
| 3°   | 2010 | Otera Open                     | Kristiansand, Noruega           | Emanuel         |
| 3°   | 2010 | A1 Grand Slam                  | Klagenfurt, Áustria             | Emanuel         |
| 2°   | 2010 | Patria Direct Open             | Praga, República Checa          | Emanuel         |
| 2°   | 2010 | Foro Italico Grand Slam        | Roma, Itália                    | Emanuel         |
| 3°   | 2010 | China Shanghai Open            | Shangai, China                  | Emanuel         |
| 1°   | 2010 | Brasília Open                  | Brasília, Brasil                | Emanuel         |
| 1°   | 2009 | Open de Salvador               | Bahia, Brasil                   | Harley          |
| 2º   | 2009 | AVP Crocs Tour World Challenge | Arizona, Estados Unidos         | Harley          |
| 3°   | 2009 | The Hague Open                 | Haia, Países Baixos             | Harley          |
| 3°   | 2009 | Otera Open                     | Kristiansand, Noruega           | Harley          |
| 2°   | 2009 | A1 Grand Slam                  | Klagenfurt, Áustria             | Harley          |
| 2°   | 2009 | Campeonato Mundial             | Stavanger, Noruega              | Harley          |
| 1°   | 2009 | Myslowice Open                 | Mysłowice, Polôinia             | Harley          |
| 3°   | 2009 | Foro Italico Open              | Roma, Itália                    | Harley          |
| 1°   | 2009 | China Shanghai Open            | Shangai, China                  | Harley          |
| 2°   | 2009 | Brasília Open                  | Brasília, Brasil                | Harley          |
| 1°   | 2008 | Bahrain Open                   | Manama, Bahrain                 | Pedro Cunha     |
| 3°   | 2008 | 1 to 1 Energy Grand Slam       | Gstaad, Suíça                   | Emanuel         |
| 1°   | 2008 | Pärnu Challenger               | Pärnu, Estónia                  | Bernardo Romano |
| 1°   | 2008 | Lausanne Satellite             | Lausanne, Suíça                 | Bernardo Romano |
| 1°   | 2008 | Brno Challenger                | Brno, República Checa           | Bernardo Romano |
| 3°   | 2007 | Geroskipou Challenger          | Geroskipou, Chipre              | Bernardo Romano |

## Títulos individuais
- Melhor Atacante do Circuito Mundial (2011, 2012, 2016[51])
- Melhor Jogador Ofensivo do Circuito Mundial (2011)
- Melhor Bloqueio do Circuito Mundial (2015[30])
- Jogador que mais evoluiu no Circuito Mundial (2009)
- Melhor Atacante do Circuito Banco do Brasil (2009, 2011, 2012/13, 2015/16,[52] 2016/17)
- Melhor Bloqueio do Circuito Banco do Brasil (2009, 2010, 2011, 2015/16,[52] 2016/17)
- Revelação do Circuito Brasileiro Banco do Brasil de 2006[53]
- Dupla do Ano (2011, 2015[30])
- Rei da Praia (2011, 2012, 2013, 2014)